# Qūsh-e Chāker
Qūsh-e Chāker (persiska: قوش چاکر) är en ort i Iran.   Den ligger i provinsen Khorasan, i den nordöstra delen av landet, 900 km öster om huvudstaden Teheran. Qūsh-e Chāker ligger 272 meter över havet och antalet invånare är 678.
Terrängen runt Qūsh-e Chāker är platt. Runt Qūsh-e Chāker är det glesbefolkat, med 20 invånare per kvadratkilometer. Närmaste större samhälle är Sarakhs, 8,6 km öster om Qūsh-e Chāker. Trakten runt Qūsh-e Chāker består till största delen av jordbruksmark.